# Abd-al-Baqi (nom)
Abd-al-Baqi és un nom masculí teòfor àrab islàmic (àrab: عبد الباقي, ʿAbd al-Bāqī) que literalment significa ‘Servidor de l'Etern’, essent «l'Etern» un dels epítets de Déu. Si bé Abd-al-Baqi és la transcripció normativa en català del nom en àrab clàssic, també se'l pot trobar transcrit Abdul Baqi, Abd al-Baki... normalment per influència de la pronunciació dialectal o seguint altres criteris de transliteració. Com a teòfor, també el duen molts musulmans no arabòfons que l'han adaptat a les característiques fòniques i gràfiques de la seva llengua.
Vegeu aquí personatges i llocs que duen aquest nom.